# 24858 Diethelm
24858 Diethelm (1996 BB1) là một tiểu hành tinh vành đai chính được phát hiện ngày 21 tháng 1 năm 1996 bởi M. Wolf và P. Pravec ở Ondrejov.